# Aristodemo Giorgini
Aristodemo Giorgini (Castel Gandolfo, 1879 – Napoli, 19 gennaio 1937) è stato un tenore italiano che cantò sui palcoscenici dell'Europa e del Nord America durante i suoi 25 anni di carriera.
Realizzò numerose incisioni discografiche all'inizio del XX secolo e fu descritto dalla rivista Gramophone come "dotato di una voce dolce, costante, ben posizionata e di uno stile che si distingue per la purezza del suo legato". Dopo il suo ritiro dal palcoscenico, nel 1930, insegnò a Napoli.

## Biografia
Studiò all'Accademia Nazionale di Santa Cecilia a Roma ed esordì, senza grande successo, a Napoli nel 1903 e conseguentemente proseguì gli studi di canto privati con Massimino Perilli. Nel 1904 fece la sua prima registrazione per G&T, e l'anno seguente debuttò al Teatro alla Scala nel ruolo di Ernesto in Don Pasquale. Continuò a cantare nella maggior parte dei principali teatri d'opera in Italia e tornò alla Scala nel 1910, quando ebbe un grande successo nel ruolo di Elvino ne La sonnambula con Rosina Storchio, e nuovamente nel 1913 come solista in una speciale esecuzione della Messa da Requiem di Giuseppe Verdi per commemorare il 100º anniversario della nascita del compositore.
Le apparizioni di Giorgini, fuori dall'Italia, cominciarono all'inizio della sua carriera quando si esibì al Covent Garden nel 1905 nel ruolo di Don Ottavio in Don Giovanni, in quello di Rodolfo ne La bohème e nel Duca di Mantova in Rigoletto. Cantò all'Opera di corte di San Pietroburgo nel 1906 e in seguito al Teatro Politeama di Buenos Aires, all'Opéra de Monte-Carlo, al Gran Teatre del Liceu di Barcellona, al Teatro Real di Madrid e al Teatro Nacional de São Carlos di Lisbona. Tra il 1912 e il 1914 fu ingaggiato dalla Chicago Grand Opera Company, esibendosi con la compagnia sia a Chicago che in tournée negli Stati Uniti. Tra i ruoli che cantò con la Chicago Opera vi furono quello di Gennaro in I gioielli della Madonna, di Edgardo in Lucia di Lammermoor, di Alfredo in La traviata, di Florindo ne I dispettosi amanti, del Conte di Almaviva ne Il barbiere di Siviglia, del duca di Mantova in Rigoletto, di Cavaradossi in Tosca, di Elvino ne La sonnambula, di Don Ottavio in Don Giovanni e di Enzo ne La Gioconda.
Le esibizioni di Giorgini negli anni 1920 compresero i ruoli di Faust in Mefistofele al Teatro dal Verme nel 1920 e di Cavaradossi in Tosca alla Staatsoper di Vienna nel 1921, nonché una tournée di concerti attraverso il Belgio e i Paesi Bassi nel 1923. Si ritirò dal palcoscenico nel 1930 e divenne un insegnante di canto a Napoli dove morì nel 1937.

## Registrazioni
Giorgini realizzò diverse registrazioni per le etichette G&T, Pathé, Edison e HMV. La maggior parte di queste erano arie d'opera, ma nel 1928, verso la fine della sua carriera, registrò, in un film, La Bohème con Carlo Sabajno alla direzione dell'Orchestra e del Coro del teatro alla Scala. Rosina Torri   era la Mimì. Originariamente pubblicata sull'etichetta HMV, una versione rimasterizzata di questa registrazione è stata commercializzata su CD da VAI nel 1994.
Nel 1995, The Record Collector pubblicò il CD The Art of Aristodemo Giorgini, una raccolta di 27 canzoni e arie d'opera, la maggior parte delle quali furono registrate all'inizio della carriera. Le opere comprendono L'Africaine, Tosca, Fedora, I puritani, La sonnambula, I pescatori di perle, Luisa Miller, Adriana Lecouvreur, Werther, Il barbiere di Siviglia, Don Pasquale, Lucia di Lammermoor, Pagliacci e La fanciulla del West.